# MTSV Schwabing
O MTSV Schwabing e.V. é um clube de basquetebol baseado em Munique, Baviera, Alemanha que atualmente disputa a Liga Regional Sudoeste, correspondente à quarta divisão do país. Manda seus jogos no Morawitzkyhalle. Suas maiores glórias são os distantes campeonatos alemães de 1946-47 e 1948-49.

## Histórico de Temporadas
| Temporada | Nível | Liga         | Pos.              | Resultado         |
| --------- | ----- | ------------ | ----------------- | ----------------- |
| 2014–15   | 4     | Regionalliga | 12º               |                   |
| 2015–16   | 4     | Regionalliga | 7º                |                   |
| 2016–17   | 4     | Regionalliga | 7º                |                   |
| 2017-18   | 4     | Regionalliga | 9º                |                   |
| 2018-19   | 4     | Regionalliga | 6º                |                   |
| 2019-20   | 4     | Regionalliga | 4º                |                   |
| 2020-21   | 4     | Regionalliga | Pandemia Covid 19 | Pandemia Covid 19 |
| 2021-22   | 4     | Regionalliga | 2º                |                   |
| 2022-23   | 4     | Regionalliga | 3º                |                   |
| 2023-24   | 4     | Regionalliga | 6º                |                   |
| 2024-25   | 4     | Regionalliga | 6º                |                   |

fonte:eurobasket

## Títulos

### Liga alemã
- Campeão (2): 1946-47, 1948-49

### 2.Regionalliga Sudöst-Süd
- Campeão (1): 2012-13